# تشارلز غرين
تشارلز غرين (بالإنجليزية: Charles Green)‏ (26 أغسطس 1846 - 4 ديسمبر 1916) هو لاعب كريكت بريطاني (وحمل سابقاً جنسية المملكة المتحدة لبريطانيا العظمى وأيرلندا).